# Церковь Покрова Пресвятой Богородицы (Пустоша)
Церковь Покрова Пресвятой Богородицы — православный храм Шатурского благочиния Московской епархии. Расположен в селе Пустоша Шатурского района Московской области.

## История
Деревянная церковь во имя Покрова Пресвятой Богородицы впервые упоминается в 1676 году.
В 1831 году вместо деревянной церкви был устроен каменный храм, на средства помещика М.В. Глебовского. В храме три престола: в честь Покрова Пресвятой Богородицы (главный), во имя святого Николая Чудотворца и Архистратига Михаила.
Приход состоял из села Пустоши и деревни Чернятино.
В 1938 году храм был закрыт. В 1990 году возвращён верующим.